# Dominik Hrachovina
Dominik Hrachovina (* 29. srpna 1994 v Brně) je český hokejový brankář, který nastupuje za tým HC Vítkovice Ridera.

## Kariéra

### Klubová kariéra
Hrachovina začínal v HC Kometa Brno. V patnácti letech přešel na sezónu 2009–2010 do HC Havířov. Pro období 2010–2011 se Hrachovina přestěhoval do Finska, kde hrál dorosteneckou ligu za TuTo. O rok později přešel do Tappary, kde v této soutěži měl nejlepší procento úspěšných zákroků (93 %). V sezóně 2012–2013 hrál v Tappaře za juniory jako druhý brankář. Jako náhradník se jednou objevil i na soupisce Tappary v SM-liize a jako zápůjčka do týmu Lempäälän Kisa v lize Mestis. Jeden zápas odehrál i v třetí nejvyšší soutěži v týmu Nokia Pyry.
V sezóně 2013–2014 se Hrachovina dostal do SM-liigy. Jako brankářská jednička hrál ve všech zápasech juniorské ligy. V této sezóně byl vybrán do druhého all-stars týmu juniorské SM-liigy. Hrachovina se objevil jako náhradní brankář i v deseti zápasech SM-liigy a jednom zápase European Trophy. V červnu 2014 prodloužil smlouvu s Tapparou, ale byl na celý rok zapůjčen do Lempäälän Kisa. Přesto debutoval v brance Tappary na zápase Hokejové ligy mistrů 23. září 2014 proti HC Třinec. Tappaře vychytal vítězství 1:2, když zastavil 31 střel, a byl zvolen nejlepším hráčem zápasu. Hrachovina se posléze stal brankářskou dvojkou Tappary, ale zbytek sezóny dohrál za Lempäälän Kisa a posiloval také juniorku Tappary.
V SM-liize Hrachovina si poprvé zahrál 21. listopadu 2014 proti Kalpě, když v čase 50:56 nahradil Juhu Metsolu. Připsal si pět zásahů a nedostal žádný gól. Tappara prohrála 2:6.Podruhé Hrachovina hrál v SM-liize 5. ledna 2015 proti Ässät Pori, kdy zastoupil zraněného Metsolu v čase 14:40. Úspěšně zasáhl 23 a nepustil žádný gól. Tappara vyhrála v prodloužení 2:1. Kvůli zranění Metsoly nastoupil v dalším zápase  7. ledna 2015 proti Kalpě poprvé od začátku zápasu. Hrachovina kryl v utkání, které Tappara prohrála 3:1, 18 střel. V únoru 2015 Hrachovina opět s Tapparou o rok prodloužil smlouvu.
Sezónu 2015–2016 Hrachovina začal jako třetí brankář v Tappaře a posila Lempäälän Kisa. V říjnu se stal tapparskou dvojkou, když byla ukončena smlouva s Mikou Noronenem. Na podzim odehrál v Lempäälä 16 zápasů. Na přelomu roku byl také na dvě utkání zapůjčen do Hämeenlinnan Pallokerho, odkud právě odešel Eetu Laurikainen. Zde také 29. prosince 2015 v zápase proti Ässät Pori vychytal svou první nulu v SM-liize, když chytil 30 střel. HPK vyhrálo 1:0 a Hrachovina byl zvolen první hvězdou zápasu. Na začátku roku 2016 se začal výrazně prosazovat i v Tappaře. V základní části sezóny hrál v 17 a v play-off dvou zápasech. Dvakrát vychytal nulu. Před koncem sezóny se ale vrátil do pozice dvojky a pomohl v play-off i tapparské juniorce. S Tapparou tento rok Hrachovina získal svůj první mistrovský titul. V květnu 2016 opět s Tapparou prodloužil smlouvu, tentokrát o dva roky.
V ročníku 2016–2017 vytvořil Hrachovina pár s Teemem Lassilou. Podařilo se mu už před sezónou stát se jedničkou. V září 2016 byl dokonce zvolen za ligového hráče měsíce. Celkem v základní části odchytal 41 zapasů, z nichž ve třech neinkasoval. Hrachovina nastoupil od začátku ve všech zápasech vyřazovací části kromě jednoho, ve kterém ale přesto Lassilu nahradil. Během play-off vytvořil nový rekord ligy bez obdrženého gólu: 233 minut a 21 sekund. V play-off vychytal čtyřikrát nulu. Jeho úspěšnost 93,8 % a průměr počtu obdržených branek na zápas (1,47) byl v play-off nejlepší. I tuto sezónu završil jako mistr Finska.
Ročník 2018/2019 odehrál v KHL v dresu kazachstánského celku Barys Astana. S tím se ale po konci sezóny na nové smlouvě nedohodl.
Pro začátek ročníku 2019/2020 tak podepsal zkušební smlouvu se švýcarským celkem HC Ambri-Piotta která vypršela v listopadu 2019. V NLA ale nebyl spokojen a ani se mu tam nevedlo. S klubem tak spolupráci neprodloužil a do konce sezóny podepsal smlouvu s extraligovým týmem HC Bílí Tygři Liberec.

### V národním týmu
Hrachovina se zúčastnil v dresu České republiky mistrovství světa hráčů do 18 let v roce 2012, kde čtyřikrát nastoupil jako dvojka, jinak zastával pozici třetího brankáře.
Reprezentoval i na mistrovství světa hráčů do 20 let v roce 2014, ale celý turnaj zůstal v pozici brankářské trojky. Celkem Hrachovina reprezentoval devětkrát jako junior a jednou jako dorostenec.
Jako třetí brankář byl nominován na MS 2018.

## Osobní život
Hrachovinův otec Petr je bývalý český brankář, který dnes trénuje brankáře v týmu Orli Znojmo.
Dominik Hrachovina mluví finsky.

## Statistiky
| Sezóna    | Tým                           | Liga   | Z  | POG  | % úsp. |
| --------- | ----------------------------- | ------ | -- | ---- | ------ |
| 2014/2015 | Tappara                       | Liiga  | 3  | 1,59 | 93,9   |
| 2014/2015 | LeKi                          | Mestis | 24 | 2,80 | 91,8   |
| 2015/2016 | Tappara                       | Liiga  | 17 | 2,34 | 92,2   |
| 2015/2016 | LeKi                          | Mestis | 16 | 2,80 | 91,7   |
| 2015/2016 | HPK                           | Liiga  | 2  | 0,50 | 98,5   |
| 2016/2017 | Tappara                       | Liiga  | 41 | 2,05 | 92,4   |
| 2016/2017 | LeKi                          | Mestis | 1  | 2,02 | 94,7   |
| 2017/2018 | Tappara                       | Liiga  | 48 | 2,01 | 92,4   |
| 2018/2019 | Barys Astana                  | KHL    | 22 | 2,61 | 91,4   |
| 2019/2020 | HC Ambri-Piotta               | NLA    | 7  | 3,07 | 89,5   |
| 2019/2020 | Bílí Tygři Liberec            | ČLH    | 35 | 2,01 | 92,7   |
| 2020/2021 | Tappara                       | Liiga  | 17 | 3,11 | 86,3   |
| 2021/2022 | Madeta Motor České Budějovice | ELH    | 44 | 2,69 | 90,8   |
| 2022/2023 | HC Motor České Budějovice     | ELH    | 34 | 2,94 | 89,8   |
| 2023/2024 | Banes Motor České Budějovice  | ELH    | 39 | 2.78 | 89.6   |
| 2024/2025 | HC MONACObet Banská Bystrica  | Tipos  |    |      |        |